# Песанья де Карвальо, Орландо
Орландо Песанья де Карвальо (порт.-браз. Orlando Peçanha de Carvalho; 20 сентября 1935, Рио-де-Жанейро — 10 февраля 2010, Рио-де-Жанейро) — бразильский футболист, защитник. Выступал за сборную Бразилии. Чемпион мира 1958 года.

## Карьера
Орландо родился в семье Амаре Песанья де Карвальо и Неемии де Соузы Песанья в Рио-де-Жанейро. Он с ранних лет стал работать на фирме своего отца, одновременно учась в школе Марии Браз. Позже семья переехала в Нитерой, где Орландо продолжал учиться, посещая вечернюю школу. Там же он играл в футбол, выступая за клуб «Фонсека». В 1951 году Орландо в первый раз прошёл просмотр в клубе «Васко да Гама», но неудачно. Годом позже он во второй раз попробовал свои силы в клубе, и на этот раз главный тренер «молодёжки» Карлос Воланте согласовал приход футболиста. С 1953 года Орландо стал играть за основной состав команды. За «Васко» футболист выступал до 1962 года, выиграв 2 чемпионата Рио-де-Жанейро и турнир Рио-Сан-Паулу.
В 1961 году Орландо стал игроком аргентинского клуба «Бока Хуниорс», в составе которого дебютировал 4 марта в матче с «Росарио Сентраль» (0:0). Годом позже он помог команде выиграть чемпионат страны, а затем ещё дважды побеждал в национальном первенстве Аргентины. В клубе Орландо стал капитаном. В 1965 году из-за конфликта с главным тренером команды Нестором Росси, Орландо покинул «Боку Хуниорс». Всего за клуб он сыграл 120 матчей, из которых 106 в чемпионате Аргентины и 14 в Кубке Либертадорес.
В 1965 году Орландо возвратился в Бразилию и стал выступать за «Сантос». Он сыграл первый матч за клуб 11 июля против Америки из Сан-Жозе-ду-Риу-Прету (3:1). В «Сантосе» Орландо выиграл 4 чемпионата штата, турнир Рио-Сан-Паулу и Чашу Бразилии. За клуб он сыграл 138 матчей. Закончил карьеру Орландо в 1970 году выступая за свой первый клуб — «Васко да Гама». Всего в составе команды он провёл 338 матчей (198 побед, 60 ничьих и 80 поражений) и забил 3 гола.
В национальной команде Орландо дебютировал 18 мая 1958 года, заменив Жадира, в матче с Болгарией (3:1). Он был вызван в состав сборной на чемпионат мира 1958 года, выигранный Бразилией, на котором он отыграл все матчи и на чемпионат мира 1966 года, в котором провёл лишь одну игру, которая стала последней для Орландо, 19 июля против Португалии. Всего за национальную команду он провёл 34 матча.
Завершив игровую карьеру, Орландо стал тренером. В последние годы жизни он работал президентом Бразильской ассоциации футбольных тренеров
Зимой 2010 года Орландо заболел пневмония. Так как болезнь проходила относительно легко, он предпочёл остаться у себя дома в Ипанеме. 9 февраля состояние Орландо ухудшилось, и его доставили в больницу. У бывшего футболиста случилась остановка сердца и 10 февраля 2010 года он скончался. Орландо был похоронен на кладбище Сан-Жуан-Баптиста.

## Достижения
- Чемпион штата Рио-де-Жанейро: 1956, 1958
- Победитель турнира Рио-Сан-Паулу: 1958, 1966
- Победитель турнира Начала чемпионата Рио-де-Жанейро: 1958
- Чемпион мира: 1958
- Обладатель Кубка О’Хиггинса: 1959
- Обладатель Кубка Атлантики: 1960
- Чемпион Аргентины: 1962, 1964, 1965
- Чемпион штата Сан-Паулу: 1965, 1967, 1968, 1969
- Обладатель Чаши Бразилии: 1965

## Личная жизнь
Орландо был женат. У него и супруги Марлене, с которой он прожил в браке 51 год, родилось три дочери — Сандра, Сорая и Сузи.